# Plénée-Jugon
Plénée-Jugon é uma comuna francesa na região administrativa da Bretanha, no departamento Côtes-d'Armor. Estende-se por uma área de 62,08 km². Em 2010 a comuna tinha 2 498 habitantes (densidade: 40,2 hab./km²).